# نوربرت ارهارت
نوربرت ارهارت (به آلمانی: Norbert Ehrhardt) (متولد ۲۶ مارس ۱۹۵۳ در هامبورگ) مورخ باستانی و نگارش نگار آلمانی است.
نوربرت ارهارت در دانشگاه هامبورگ تاریخ تحصیل کرد و در سال 1982 پایان نامه ای در مورد میلتوس و مستعمرات آن نوشت. بررسی تطبیقی نهادهای فرهنگی و سیاسی زیر نظر پیتر هرمان. ارهارت به عنوان جایزه ای برای پایان نامه خود، نیمی از کمک هزینه سفر را از موسسه باستان شناسی آلمان در سال 1983/84 دریافت کرد. او سپس دستیار پژوهشی پیتر ویس در دانشگاه کیل شد. این هابیلیتیشن در سال 1989 با اثر سنت و واقعیت انجام شد. مطالعات در مورد جنگ های بین ایالتی در یونان باستانی و کلاسیک اولیه در دانشگاه کیل. اثر منتشر نشده باقی ماند. در سال 1993 او به عنوان جانشین روث آلتیم-استیل به سمت استادی C3 برای تاریخ باستان در دانشگاه مونستر منصوب شد و تا پایان مارس 2017 در آنجا تدریس کرد. جانشین او پاتریک سینگر بود.
تمرکز پژوهشی ارهارت تاریخ باستان یونان و آسیای صغیر است.

## آثار منتخب
Milet und seine Kolonien. Vergleichende Untersuchung der kulturellen und politischen Einrichtungen (= Europäische Hochschulschriften. Reihe 3: Geschichte und ihre Hilfswissenschaften. Band 206). Peter Lang, Frankfurt am Main/Bern/New York 1983, ISBN 3-8204-7876-0.
Herausgeber mit Linda-Marie Günther: Widerstand – Anpassung – Integration. Die griechische Staatenwelt und Rom. Festschrift für Jürgen Deininger zum 65. Geburtstag. Franz Steiner, Stuttgart 2002, ISBN 3-515-07911-4.
mit Peter Herrmann und Wolfgang Günther: Inschriften von Milet. Teil 3: Inschriften n. 1020–1580 (= Milet. Ergebnisse der Ausgrabungen und Untersuchungen seit dem Jahre 1899. Band 6, Teil 3). Walter de Gruyter, Berlin/New York 2006, ISBN 978-3-11-018966-7.
Herausgeber mit Eva Herrmann: Briefe von der archäologisch-epigraphischen Stipendiatenreise 1955/56 in den Ländern des Mittelmeerraums (= Quellen und Forschungen zur antiken Welt. Band 54). Utz, München 2008, ISBN 978-3-8316-0807-2.
Herausgeber mit Henning Börm und Josef Wiesehöfer: Monumentum et instrumentum inscriptum. Beschriftete Objekte aus Kaiserzeit und Spätantike als historische Zeugnisse. Franz Steiner, Stuttgart 2008, ISBN 978-3-515-09239-5.

## منبع
- مشارکت‌کنندگان ویکی‌پدیا. «Norbert Ehrhardt». در دانشنامهٔ ویکی‌پدیای آلمانی ، بازبینی‌شده در ۲۰۲۴-۰۹-۰۳.